# Jill Hetherington
Jill Hetherington Hultquist (Brampton, 15 de novembro de 1969) é uma ex-tenista profissional canadense.
Jill Hetherington, foi finalista de três Grand Slam em duplas, mas não conquistou nenhum Slam.